# Turčianska Štiavnička
Turčianska Štiavnička (Hongaars: Kisselmec) is een Slowaakse gemeente in de regio Žilina, en maakt deel uit van het district Martin.
Turčianska Štiavnička telt 883 inwoners.